# Romain Mayet
Romain Mayet (30 de abril de 1993) es un deportista francés que compite en ciclismo en las modalidades de BMX y montaña.
En montaña obtuvo una medalla de oro en el Campeonato Mundial de Ciclismo de Montaña de 2019, en la prueba de campo a través para cuatro. En BMX ganó una medalla de plata en el Campeonato Europeo de Ciclismo BMX de 2014, en la carrera masculina.

## Palmarés internacional

### Ciclismo de montaña
| Campeonato Mundial | Campeonato Mundial   | Campeonato Mundial | Campeonato Mundial    |
| Año                | Lugar                | Medalla            | Competición           |
| ------------------ | -------------------- | ------------------ | --------------------- |
| 2019               | Val di Sole (Italia) | Medalla de oro     | Campo a través para 4 |

### Ciclismo BMX
| Campeonato Europeo | Campeonato Europeo   | Campeonato Europeo | Campeonato Europeo |
| Año                | Lugar                | Medalla            | Competición        |
| ------------------ | -------------------- | ------------------ | ------------------ |
| 2014               | Roskilde (Dinamarca) | Medalla de plata   | Carrera            |